# Deltora Quest (anime)
Deltora Quest (em japonês: デルトラ・クエスト; Derutora Kuesuto) é um anime japonês baseado na série de livros infanto-juvenil de mesmo nome escrito pela australiana Emily Rodda. Foi produzido pela Oriental Light and Magic e SKY, tendo sido exibido pela emissora japonesa TV Aichi entre os anos de 2007 e 2008, totalizando 65 episódios.

## História
A história do anime se refere a história dos oito primeiros livros da série literária, Deltora Quest: A busca por Deltora (Deltora Quest 1), quando o reino de Deltora está dominado pelo poder do cruel Senhor das Sombras. Isso é apenas possível pelo fato de que o Cinturão de Deltora fora roubado e suas pedras levadas para sete perigosos lugares em todo o território do reino.
Após 16 anos da queda do poder dos reis em Deltora, os donos de uma ferraria, Jarred e Anna, pedem ao filho Lief para sair em uma busca a fim de encontrar as sete lendárias pedras preciosas do cinturão. É apenas dessa forma que se torna possível o inimigo ser derrotado. Lief juntamente com seus companheiros Barda (ex-guarda do palácio de Deltora quando o reino era governado pelos reis) e Jasmine (uma menina selvagem conhecida durante sua aventura, eles partirão em busca da salvação do seu reino).

## Produção
A série foi produzida pela Oriental Light and Magic[carece de fontes?] e SKY Perfect Well Think, com direção de Mitsuru Hongō. Estreou na televisão japonesa em 6 de Janeiro de 2007, obtendo ótimos resultados na audiência e se mantendo em um horário fixo nas manhãs do sábado. Atualmente, a obra ainda é reprisada no Japão.  
Em 13 de maio de 2014, a Cinedigm lançou o anime de Deltora Quest em DVD nos Estados Unidos, em box completo.

### Música
A composição musical presente neste anime é considerada muito boa, com os temas de abertura e encerramento recebendo amplo destaque (substituídos ao longo de sua exibição, divididas em temporadas).

#### Temas de abertura
- HEART☆BEAT, por MARIA (episódios 1 ao 28).
- Boku no Taiyou (em japonês: 僕の太陽) por AKB48 (episódios 29 ao 52).
- In This Life~Tabidachi made no 3 Step, por Delta Goodrem (episódio  53 ao final da série).

#### Temas de encerramento
- Sakura Uta (桜唄), por Rythem (episódios 1 ao 14).
- Hey Now!, por COOLON (episódios 15 ao 26).
- Go To Fly, por Sunbrain (episodes 27 ao 39).
- Yume x Yume (夢x夢), por Yurika Ohyama (episódios 40 ao 52).
- Yubikiri Genman (em japonês: ユビキリゲンマン), por Hoifesta (episódio 53 ao final da série).

## Lista de episódios
Seguem-se, abaixo, os episódios deste anime com os seus títulos.
01. Lief - A aventura começa!
02. A garota da floresta, Jasmine!
03. O cavaleiro de ouro, Gorl!
04. A maldição do monstro enigmático!
05. A armadilha de Nij de Doj!
06. O monstro do Lago das Lágrimas!
07. Surge a bruxa Thaegan!
08. A estranha loja de Tom!
09. Limpem, Churunai!
10. Fugindo da prisão!
11. Cruzando o grande rio!
12. O rei da Cidade dos Ratos!
13. Endon e Jarred!
14. As gemas roubadas!
15. A sorte é boa? Ou ruim?
16. A competição esportiva de Rithmere!
17. Lute! Lute, Lief!
18. Jasmine e o homem misterioso!
19. O jovem da resistência!
20. O monstro das dunas!
21. A pedra dos deuses, Lápis-Lazuli!
22. A ressureição da bruxa Thaegan! (Filler)
23. A horrenda armadilha de Thaegan! (Filler)
24. O encontro com Prin!
25. Voe no Kin! Rumo ao céu!
26. Ataque surpresa! O monstro Vraal!
27. Aquele que se esconde na Montanha do Medo!
28. Derrotem o monstro gigante!
29. Luta contra o exército Carn!
30. Um novo inimigo, Ol!
31. Adeus, Jasmine...
32. A rainha do rio!
33. Lief, a um passo da morte!
34. O banquete dos piratas!
35. A caverna do monstro Glus!
36. O contra-ataque da bruxa Thaegan!
37. Thaegan e seus filhos!
38. Surge o feiticeiro Oukas!
39. A promessa da tribo Tora!
40. O guardião do Vale dos Perdidos!
41. O diamante do final!
42. Quando as sete jóias se reunem!
43. O descontrole de Scalu!
44. O combate da vila Vetaksa!
45. Lief, a Cerimônia da Promessa!
46. Um velho inimigo, o fim de Oukas!
47. Avante! Sete tribos!
48. A verdadeira identidade de Dain!
49. O plano de resgate suicida!
50. Quem é o verdadeiro herdeiro?
51. Batalha decisiva, Esquadrão Ak-baba!
52. Quando as sete jóias brilham!
53. Partindo numa nova aventura
54. Jasmine retorna à floresta
55. Uma armadilha do labirinto subterrâneo
56. Filli numa grande encrenca
57. O guarda solitário
58. Tomando conta da Loja do Tom
59. O Primeiro Amor de Prin
60. Os Piratas do Rio Tor
61. O Cinturão Roubado
62. A Promessa Mantida de Lief
63. Neridah e Jasmine
64. A Identidade do Ol Disfarçado
65. Eternamente Deltora (final)